# Nasielsk
Nasielsk is een stad in het Poolse woiwodschap Mazovië, gelegen in de powiat Nowodworski. De oppervlakte bedraagt 12,67 km², het inwonertal 7222 (2005).

## Verkeer en vervoer
- Station Nasielsk
- Station Nasielsk Miasto

## Geboren
- Tomasz Majewski (30 augustus 1981), kogelstoter

## Trivia
In 2021 kwam de door Bianca Stigter gemaakte documentaire Three Minutes: A Lengthening uit. Deze documentaire, gebaseerd op in 1938 gefilmde beelden, laat Joodse bewoners van Nasielsk zien, waarvan het grootste gedeelte tijdens de bezetting van Polen door de nazi’s werden vermoord.